# Castillo de Garcimuñoz
Castillo de Garcimuñoz és un municipi de la província de Conca, comunitat autònoma de Castella - la Manxa. Té una superfície de 82,21 km² amb una població de 183 habitants.

## Geografia
Situació
El municipi pertany a la província de Conca, a la comunitat autònoma de Castella-la Manxa, Espanya. El seu terme municipal limita pel Nord amb La Almarcha i Olivares de Júcar; per l'Est amb Valverde de Júcar, Torrubia del Castillo i Honrubia; pel Sud amb Pinarejo, Honrubia i part de Torrubia de el Castell i per l'Oest amb Villar de la Encina.
Està situat a 64 quilòmetres de la capital provincial i forma part de la comarca de la Manxa Conquense, concretament de la Manxa Baixa Conquense. Està travessat per l'Autovia de l'Est entre els pK 156 i 163.
Fins al segle XVII tenia sota la seva jurisdicció els llogarets de Pinarejo, la Nava, Torrubia del Castillo, Don Benito, Ucero, Vilafranca, La Almarcha i La Pobla. Amb La Almarcha en 1687 va començar l'emancipació que després va prosseguir Pinarejo (1765) i Torrubia, la resta dels llogarets van acabar desapareixent.

## Història
En el període d'ocupació musulmana aquest lloc va passar a denominar-se Al-Borch Hamal i sembla que l'any 1172 estava ocupat per cristians quan les tropes del soldà Abú Yaqub Yússuf, que es dirigia a Huete, el van agafar per sorpresa i van matar els seus homes i esclavitzaren a dones i nens.
Els musulmans crearen un sistema defensiu, en el que es denominava La Mancha de Montearagón, mitjançant la construcció de petites torres defensives o alcàssers.
L'any 1177, el rei Alfons VIII conquesta la ciutat de Conca i també aquest emplaçament musulmà, en el camí cap a Alarcón i Moya (Conca). El castell s'anomenà "caballero García Muñoz" en honor dels acompanyants del rei.
Posteriorment, Alfons X el Savi anomena al seu germà, l'Infant Joan Manuel de Borgonya i de Suàbia, fill de Ferran III de Castella i Elisabet Beatriu de Suàbia, "Adelantado Mayor" del territori anomenat la Mancha de Montearagón, format per terres d'Alacant, Múrcia i manxegues. Així sorgeix "El Señorío de Villena", territoris tan grans com els d'un regne. Amb Sanç IV de Castella, el seu nebot, aconsegueix ampliar el senyoriu. Però és amb el seu fill, Don Joan Manuel de Castella des de l'any 1298 adquireix gran poder gràcies a l'ajut a Sanç IV de Castella, amb el conflicte successori contra el seu pare.
Joan Manuel de Castella va viure gran part de la seva vida al Castell de Garcimuñoz, i fou allà on va escriure gran part de la seva obra literària El Conde Lucanor.
El 3 d'octubre de 1322 l'Infant Joan Manuel de Castella va declarar la vila independent.
En aquells moments el marquesat tenia 4 nuclis importants :Alarcón, Chinchilla de Monte-Aragón, Villena i Garcimuñoz des d'on Joan Manuel de Castella llançaria ofensives contra la corona, ja que Alfons XI repudià a la seva filla Constança Manuel i la mantenia presa en el "Castillo del Toro".
Alfons XI aconsegueix trencar les aliances amb Aragó i ataca el senyoriu des de Conca i Múrcia. Don Joan Manuel de Castella es reconcilia amb el rei, gràcies a la intersecció del seu sogre, el rei d'Aragó, de nou declarà la guerra al rei Alfons XI fins que li va retornar a la seva filla Constança Manuel. Posteriorment, el mestre de Santiago, Vasco Rodríguez Coronado, cercar a don Joan Manuel de Castella en el castell de Garcimuñoz perquè no s'emportés a la seva filla Constança Manuel,(promesa del príncep Pere I de Portugal) i portar-la a Portugal.
El 1348 mort Don Joan Manuel i el succeïx el seu fill Ferran Manuel, que també mort al cap de pocs anys, i el mateix passaria amb la seva filla Blanca Manuel,(probablement enverinada perquè el senyoriu retornés a la corona)i que heretà el senyoriu sent una nena, i aquest queda sota la tutela del cavaller Don Íñigo López de Oroco.
Doña Joana Manuel, altra filla de Don Joan Manuel de Castella, casada amb Enric de Trastàmara reclama els seus drets del senyoriu. Per aquest i altres motius es desencadena la guerra entre els dos germanastres Pere I i Enric de Trastàmara. Finalitzada la guerra civil, Enric de Trastàmara concedí el senyoriu de la seva esposa a Don Alfons d'Aragó, com a compensació pels serveis prestats durant la guerra, ja que va ésser presoner a la batalla de Nàjera lluitant a favor de don Enric de Trastàmara.
Des de l'arribada al tron d'Enric II de Castella gràcies a l'ajuda d'Aragó, el castell anirà passant de la Corona a la noblesa successivament fins a arribar el 1436, any que curiosament no passa a la corona castellana, sinó a la del Rei de Navarra Joan II.
Joan II arriba a un compromís matrimonial, entre la seva filla Blanca, i el príncep hereu de Castella, el futur Enric IV. A la dot s'inclou el Marquesat de Villena. Fins a la celebració de la boda, que tindria lloc després de quatre anys, Garcimuñoz i altres pobles, haurien de ser administrades pel rei de Navarra, Alarcón si negà, per això el territori s'administrà des de Garcimuñoz.
Posteriorment, el rei entrega la vila de Garcimuñoz a Don Rodrigo de Villandrando, comte de Ribadeo, en agraïment pels seus serveis, però aquest mai arribà a prendre possessió de la vila, malgrat de les seves contínues reclamacions.
En 1445 la situació política era complicada. Els nobles no acceptaven ni l'autoritat del rei ni la del seu valgut, Don Álvaro de Luna y Jarana. Sorgeix ara la figura de Don Juan Pacheco, al que el príncep hereu Don Enrique nomenarà Marquès de Villena, i es converteix en el veritable àrbitre de Castella. Adquireix una gran quantitat de terres i viles, el seu poder estarà molt per sobre del valgut Don Beltrán de la Cueva, i tant Joan II de Castella com el seu fill Enric IV de Castella seran mers representants del tron. El 1449 el rei Joan II li fa una concessió: els castells de Chinchilla de Monte-Aragón i Garcimuñoz com a compensació de la plaça de Medellín, amb el que el marquès surt guanyant, ja que ambdós castells estan estratègicament millor situats.
Don Juan Pacheco va construir una nova fortalesa en Garcimuñoz, sobre l'antic alcàsser de guix de don Juan Manuel, el primer pis del qual encara es pot apreciar, després de la monda del cementiri que allí s'ubicà en els segles XIX i XX.
Don Juan Pacheco es va posar al capdavant de l'oposició a la pujada al tron d'Isabel la Catòlica, al costat de l'arquebisbe de Toledo i Don Alfonso Carrillo, enfront dels Mendoza. En aquesta guerra tenen un paper important les viles de Belmonte, Alarcón i Garcimuñoz, que eren l'últim reducte del marquesat de Villena, després de caure Almansa, Chinchilla de Monte-Aragón i altres viles. Els reis van enviar a Jorge Manrique com capità de les Germanors de Toledo, a Pedro Ruiz de Alarcón i a Pedro Fajardo, Adelantado de Múrcia, a conquistar-les. Lluitant contra les forces del marquès, Jorge Manrique va ser ferit per una llança, al creuar un ribazo, a quilòmetre i mig del castell de Garcimuñoz. Assabentat de l'esdeveniment, don Diego López Pacheco li va enviar el seu propi cirurgià, però Jorge Manrique, poc després, va morir en la propera vila de Santa María del Campo Rus, on tenia instal·lat el seu campament.
En 1480 acaba la contesa i les torres del Castell de Garcimuñoz van ser desmochadas, per ordre dels Reis Catòlics, com a càstig. El patrimoni de Don Diego López Pacheco patirà una important minva: Garcimuñoz serà segregada com a part de l'herència corresponent a una filla del segon matrimoni de l'antic marquès, que era neta del Condestable Don Pedro Fernández de Velasco, Donya Mencía Pacheco. Aquí acaba la importància guerrera del Castell de Garcimuñoz.
Posteriorment seguirà sent important com a vila principal del senyoriu dels marquesos de Villena, ducs d'Escalona. Fins a bé entrat el segle xviii, els marquesos de Villena són els senyors efectius de la vila, posant Corregidor en ella i cobrant les "alcabalas".
Però és gràcies al trasllat de l'església de San Juan Bautista dintre del recinte del castell (7-6-1708) i la seva utilització com a cementiri, i per això ha pogut arribar fins als nostres dies, encara que el seu estat actual sigui semi-ruïnós.

## Demografia
| 1991 | 1996 | 2001 | 2004 |
| ---- | ---- | ---- | ---- |
| 316  | 241  | 214  | 192  |